# Norbert Zähringer
Norbert Zähringer (* 4. Mai 1967 in Stuttgart) ist ein deutscher Schriftsteller. 

## Leben und Werk
Norbert Zähringer wuchs in Wiesbaden auf. Nach der Ausbildung zum Bankkaufmann studiert er Literatur- und Theaterwissenschaften. Er schreibt in erster Linie Romane und arbeitet als freier Autor u. a. für das Deutschlandradio Berlin. 
Norbert Zähringer lebt in Berlin.

## So. Roman
Auf der Abbruchhalde einer alten Glühlampenfabrik im Osten Berlins wird von der VERBAG Bank (Vereinigte Banken AG) eine neue Zweigstelle eröffnet. Es handelt sich allerdings nur um einen Wellblech Container, den Cordt Gummer fortan als Zweigstellen-Chef leitet. Als sich seine einzige Mitarbeiterin krankmeldet und seine Kunden ausbleiben, gaukelt er den Vereinigten Banken ein florierendes Unternehmen vor, das ausschließlich auf Gummers Erfindung beruht. Als er kurz darauf von seinem Vermieter an die Luft gesetzt wird, zieht er gleich ganz in dem Container ein.
Die Charaktere bewegen sich an verschiedenen Orten, zu verschiedenen Zeiten unbemerkt aufeinander zu. Manchmal nur, um sich für einen Augenblick zu treffen, oder auch um zu verweilen. In dem fein gewebten Netz finden alle einen bestimmten Platz. Vom Zettelverteiler Hugo Stunz, der heruntergekommenen Prostituierten Iris Puh, der geheimnisvollen Valeska, die um die Welt treibt, bis zu dem etwas dümmlichen Einbrecher Willy Bein.
Norbert Zähringer beschreibt deren Leben ungeschönt. Obwohl im Stile eines Abenteuerromans erzählt, nutzt Zähringer ebenso Montage- und Collagetechniken, um das Tempo den einzelnen Episoden anzupassen. Große Teile des Romans wirken ob der nicht näher erläuterten Zeitsprünge zerrissen, doch im Detail hat der Stil-Mix durchaus Charme.

## Einzeltitel
- So. Roman. Alexander Fest Verlag, Berlin 2001, ISBN 3-8286-0155-3.
- Als ich schlief. Roman. Rowohlt Verlag, Reinbek bei Hamburg 2006, ISBN 3-498-07665-5.
- Einer von vielen. Roman. Rowohlt Verlag, Reinbek bei Hamburg 2009, ISBN 978-3-498-07664-1.
- Bis zum Ende der Welt. Roman. Rowohlt Verlag, Reinbek bei Hamburg 2012, ISBN 978-3-498-07668-9.
- Wo wir waren. Roman. Rowohlt Verlag, Reinbek bei Hamburg 2019, ISBN 978-3-498-07669-6.
- Zorro Vela. Roman. Thienemann, Stuttgart 2019, ISBN 978-3-522-18530-1.

## Anthologie
- Berlin Roman. Erzählung. In: Ulrich Janetzki, Jürgen J. Becker (Hrsg.): Die Stadt nach der Mauer. Ullstein Verlag, München 1998.
- Selbstmord, Trakl. Kriminalgeschichte. In: Anne Enderlein, Cornelie Kister (Hrsg.): Die Leiche hing am Tannenbaum. Ullstein Verlag, München 1999.
- Ararat. Kurzgeschichte. In: Anne Enderlein, Cornelie Kister (Hrsg.): Eisige Zeiten. Aufbau-Verlag, Berlin 2000.
- Lenin. Kurzgeschichte. In: Lauter Niemand. Berliner Literaturzeitschrift, 1996.
- Auszug aus dem Roman So: Timing. In: Sprache im technischen Zeitalter. 1998.

## Auszeichnungen
- 1997 Teilnahme an der Autorenwerkstatt Prosa des Literarischen Colloquiums Berlin
- 2002 Arbeitsstipendien des Berliner Senats (1999) und des Deutschen Literaturfonds Darmstadt
- 2002 Einladung in die Villa Aurora, Pacific Palisades / Los Angeles
- 2004 Arbeitsstipendium der Stiftung Kulturfonds
- 2015 Stipendium des Berliner Senats
- 2016 Robert-Gernhardt-Preis für sein Romanprojekt Wo wir waren
- 2016/2017 Werkstipendium des Deutschen Literaturfonds
- 2019 10-wöchiges Aufenthaltsstipendium in London an der Queen Mary University seitens des Deutschen Literaturfonds[1]

## Belege
1. ↑  Aufenthaltsstipendien, Börsenblatt vom 28. Mai 2019, abgerufen am 3. Juni 2019.

| Personendaten    | Personendaten            |
| ---------------- | ------------------------ |
| NAME             | Zähringer, Norbert       |
| KURZBESCHREIBUNG | deutscher Schriftsteller |
| GEBURTSDATUM     | 4. Mai 1967              |
| GEBURTSORT       | Stuttgart                |